# Honesto Ongtioco
Honesto Flores Ongtioco (17 de outubro de 1948) é um bispo filipino da Igreja Católica Romana. Ele é o primeiro e atual Bispo de Cubao, e também serviu como Administrador Apostólico da Diocese de Malolos de 12 de maio de 2018 a 21 de agosto de 2019. Ele havia servido anteriormente como Bispo de Balanga de 18 de junho de 1998 a 28 de agosto de 2003.
Infância e educação
Honesto Flores Ongtioco nasceu em 17 de outubro de 1948, em San Fernando, Pampanga. Ele estudou o ensino fundamental na Academia de Santa Escolástica e o ensino médio na Academia Dom Bosco. Em 1958, ele recebeu treinamento no Seminário de San Jose. Três anos depois de estudar filosofia em 1964, ele fez teologia na Escola de Teologia Loyola na Universidade Ateneo de Manila. Ongtioco fez mestrado em Desenvolvimento e Planejamento Organizacional em 1983 no Instituto Interdisciplinar de Desenvolvimento do Sudeste Asiático em Manila.
Em 1984, ele foi para os Estados Unidos para fazer cursos de renovação em Liturgia e Espiritualidade na St. John's University em Nova Iorque. Depois de fazer cursos de renovação, foi para Roma em 1987, onde obteve a licenciatura em Teologia Sacra pela Pontifícia Universidade São Tomás de Aquino.